# Basse Santa Su
Basse Santa Su, É capital da cidade de Upper River, é uma cidade na Gâmbia, na margem sul do rio Gâmbia. A cidade mais oriental do país, é conhecida por seu importante mercado. A partir de 2009, tem uma população estimada em 18,414.

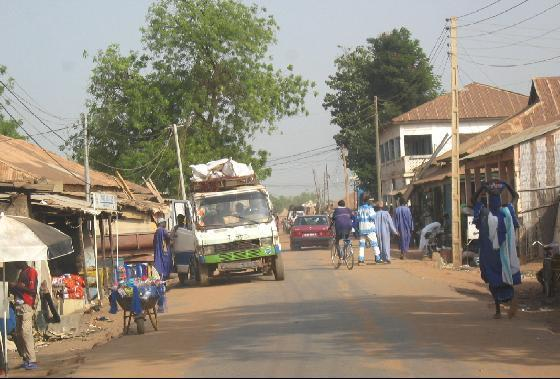

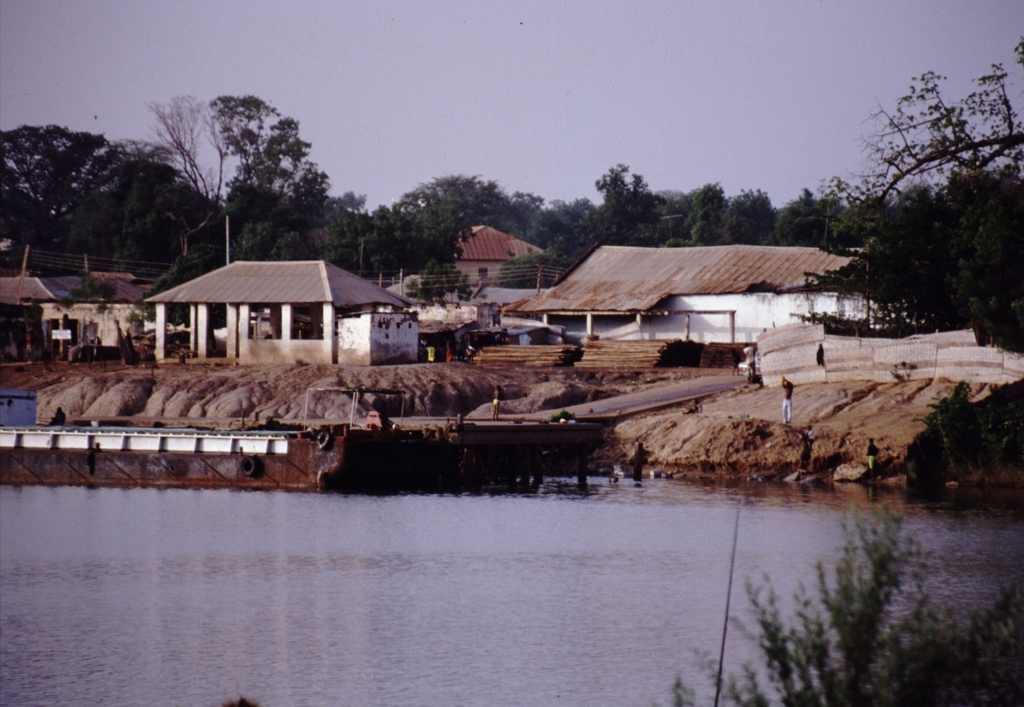

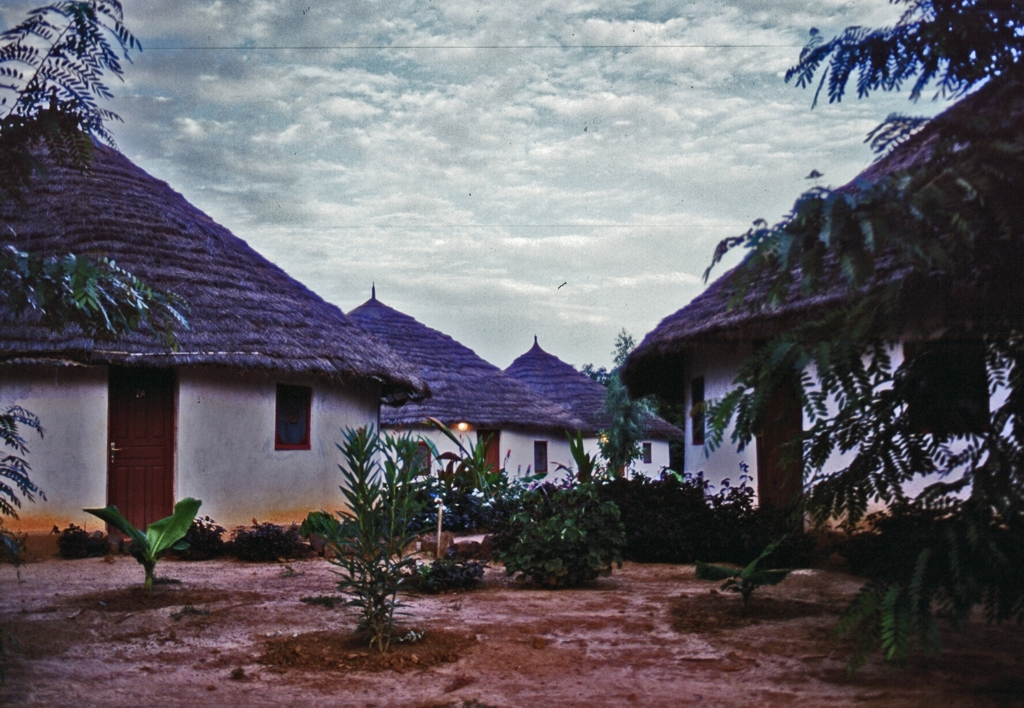